# Teodora (9. stoljeće)
Za drugu svetu Teodoru, pogledajte Teodora Petraliphaina.
Sveta Teodora (grčki: Θεοδώρα [θjo'ðora]) bila je bizantska carica kao supruga bizantskoga cara Teofila (Θεόφιλος). Njihov je sin bio bizantski car Mihael III. Pijanica.

## Životopis
Teodora je rođena oko 815. god. u Paflagoniji te je bila armenskog podrijetla. Otac joj je bio drungarios Marinos, a majka Teoktista (Θεοκτίστη). Cyril Toumanoff i Nicholas Adontz, stručnjaci za genealogije, smatrali su da je Teodora bila povezana s armenskim plemićkim klanom zvanim Mamikonian. Ipak, prema Nini Garsoïan, nemoguće je dokazati povezanost Teodore s tim klanom. Drugi stručnjaci za genealogije smatraju da je Teodorin otac bio sin Artavazda Mamikoniana, koji je bio poglavar klana. Teodorina su braća bila Bardas (Βάρδας) i Petronas (general), a sestre Kalomaria, Sofija i Irena, koja je bila šogorica patrijarha Focija I.

### Brak
God. 829., Teofil je postao car, u dobi od 16 godina. Sljedeće je godine njegova maćeha Eufrozina započela potragu za ženom koja bi mogla biti Teofilu supruga te je Teodora bila izabrana. Teofil se oženio Teodorom 5. lipnja 830. u Aji Sofiji. Nakon vjenčanja, Eufrozina se povukla u samostan te je Teodora bila jedina carica na muževljevu dvoru.
Teofil je uložio mnogo truda u borbu protiv izrade pravoslavnih ikona, dok je Teodora iznimno poštovala ikone. Prema jednoj priči, jedan je sluga vidio kako Teodora moli pred ikonom te je to rekao njezinom mužu, koji se pojavio pred Teodorom te ju pitao zašto to čini; Teodora mu je rekla da se „igra lutkama”. Car Teofil umro je 20. siječnja 842., a Teodora je postala regent sinu Mihaelu.
Naredila je patrijarhu Metodiju I. da održi koncil kako bi vratila potpuno poštovanje prema ikonama. Prije toga svrgnut je s patrijarške stolice Ivana VII., protivnik štovanja svetih slika. Novi patrijarh je svečano proglasio da je štovanje svetih slika slobodno i dostojno svake hvale. Taj je događaj bio proslavljen prve nedjelje Korizme 843. godine. Tada je uveden Blagdan pravovjerja.
Umrla je nakon 867.

### Djeca
Djeca Teodore i Teofila:
- Konstantin (Κωνσταντῖνος)
- Tekla[3]
- Ana
- Anastazija
- Pulherija
- Marija
- Mihael III. Pijanica

### Članci
- Tadin, Marin. 1984. Bizantinski ikonoklazam ili kipoborstvo (730—843. god.). Crkva u svijetu. Sveučilište u Splitu - Katolički bogoslovni fakultet. Split. 19 (4): 391–405